# Asyifa Latief
Asyifa Syafiningdyah Putrambami Latief (née le 20 septembre 1980) est une mannequin indonésienne qui a remporté le titre de Miss Indonésie 2010.